# Archie Cash
Archie Cash ist eine frankobelgische Abenteuer-Comicserie.

## Handlung
Archie Cash ist ein draufgängerischer Abenteurer, der in Südamerika lebt. Er nimmt gefährliche Aufträge an, um zu überleben. Der äußerlich an Charles Bronson erinnernde Haudegen hat immer einen frechen Spruch auf den Lippen sowie eine Schwäche für attraktive Frauen.

## Veröffentlichung
Archie Cash erschien ab 1971 regelmäßig im Magazin Spirou, ab 1973 erschienen die Alben zur Serie auf Französisch und Niederländisch beim Verlag Dupuis. 1988 erschien der letzte reguläre Band. 2019 erschien noch einmal ein Band, der auf einem im Arbeitszimmer des Autors Brouyère gefundenen Szenario beruht.
In Deutschland erschien 1976 das erste Heft in der Reihe Topix bei Bastei. Von 1987 bis 1989 erschienen fünf Bände beim Boiselle-Löhmann-Verlag.

## Alben
- 1973: Le Maître de l'épouvante
- 1974: Le Carneval des Zombies
- 1975: Le Déserteur de Toro-Toro
- 1976: Un train d’enfer
- 1977: Cibles pour Long Thi
- 1978: Où règnent les rats
- 1979: Le Démon aux cheveux d'ange
- 1982: Asphalte
- 1983: Le Cagoulard aux yeux rouges
- 1984: Le Chevalier de la mort verte
- 1985: The Popcorn Brothers
- 1986: Les Petits Bouddhas qui chantent faux
- 1987: Les Rastas et le Bouffon bleu
- 1987: Chasse-cœur à Koa-Gule
- 1988: Curare
- 2019: Qui a tué Jack London ?